# Wasatch and Uinta Mountains

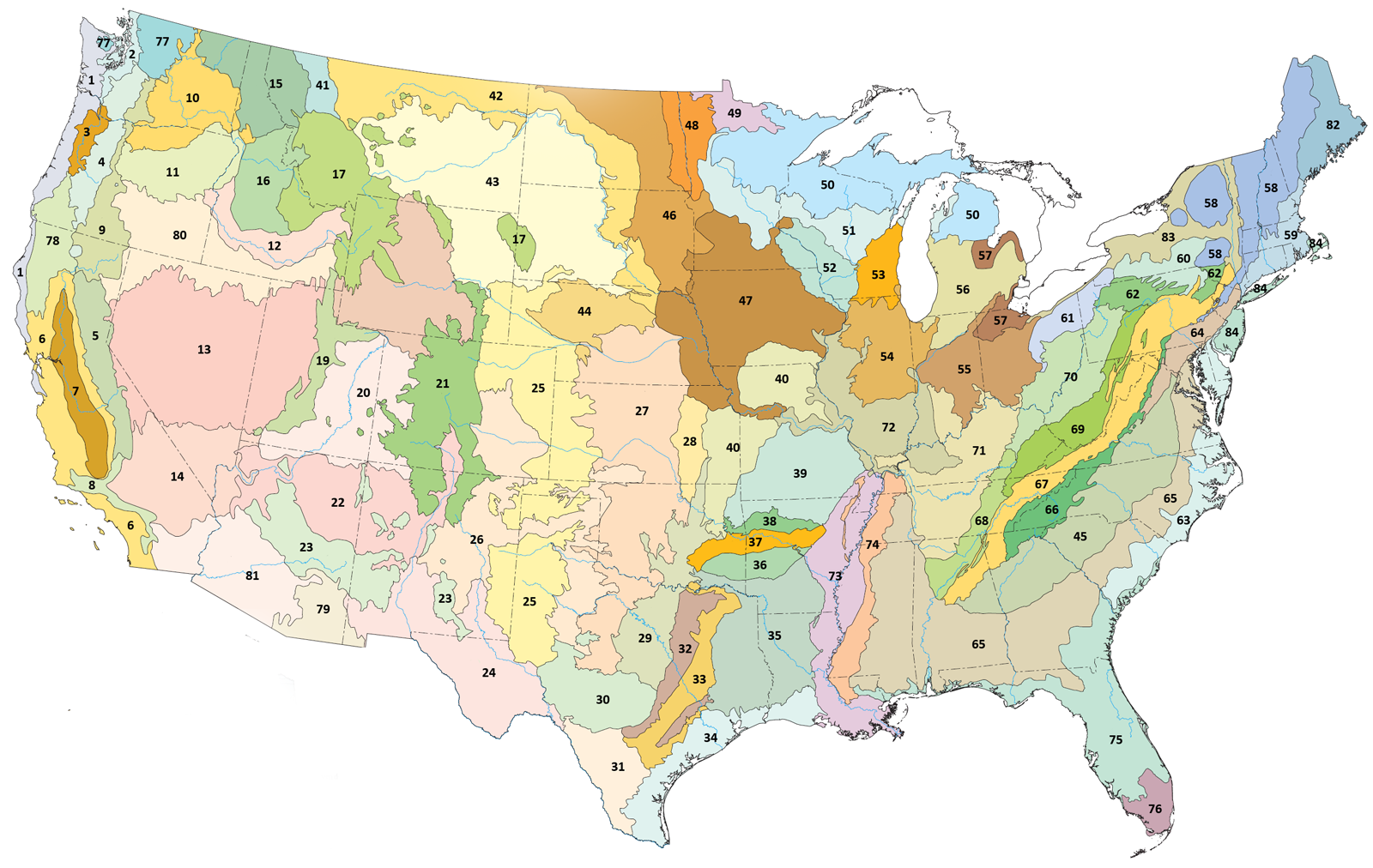
Carte des écorégions de niveau III aux États-Unis (l'écorégion est représentée par le numéro 19).

La  Wasatch and Uinta Mountains est une des écorégions de niveau III utilisée par l'Agence de protection de l'environnement des États-Unis pour catégoriser les milieux naturels en Amérique du Nord.
La zone s'étend du sud de l'Utah jusque que dans les États de l'Idaho et du Wyoming au nord. L'écorégion tire son nom des monts Uinta et Wasatch qui lui donnent son caractère montagneux. L'écosystème de la région est composé de forêts de montagnes,,,.